# Souprosse
Souprosse – miejscowość i gmina we Francji, w regionie Nowa Akwitania, w departamencie Landy.
Według danych na rok 1990 gminę zamieszkiwało 1119 osób, a gęstość zaludnienia wynosiła 26 osób/km² (wśród 2290 gmin Akwitanii Souprosse plasuje się na 385 miejscu pod względem liczby ludności, natomiast pod względem powierzchni na miejscu 157).